# Windows Server 2019
O Windows Server 2019 é um sistema operacional para servidores desenvolvido pela Microsoft como parte da família de sistemas operacionais Windows NT; e sucessor do Windows Server 2016 versão 1809. Foi lançado no dia 2 de outubro de 2018.
Em julho de 2018, a Microsoft anunciou aos usuários que o Windows Server 2019 Insider Preview versão 17723 já estava disponível para download. Em agosto de 2018, a Microsoft anunciou aos usuários que o Windows Server 2019 Insider Preview versão 17744 já estava disponível para download.
Essas versões 17723 e 17744 do Windows Server 2019 Insider Preview foram incluídas na versão final do Windows Server 2019.
O Windows Server 2019 ganhou todas as atualizações e melhoramentos do Windows Server 2016, para ser um “sistema operacional pronto para a nuvem”, e apresenta tecnologias para facilitar a transição para a nuvem do Windows Azure.

## Novidades doWindows Server 2019
O Microsoft Windows Server 2019 baseia-se na solidez do Windows Server 2016; ele traz inúmeras inovações e ganhou as novidades existentes no Windows Server 2016 versão 1809.
- Cloud Híbrido
- Segurança
- Plataforma de Aplicativos
- Infraestrutura Hiper-Convergente (IHC)
- Rede de contêineres com o Kubernetes[12]
- Acesso ao dispositivo host para contêineres
- Melhorias no contêiner
- HTTP/2
- Suporte do Kubernetes
- Contêineres do Linux no Windows
- Transporte de fundo com atraso extra baixo (LEDBAT)[13]
- Melhorias no desempenho da rede para cargas de trabalho virtuais
- Recurso de compatibilidade do aplicativo Core Server on demand (FOD)[14]
- Serviço de migração de armazenamento (SMS)[15]
- Réplica de Armazenamento
- Insights do sistema
- Proteção Avançada contra Ameaças (ATP) do Windows Defender
- Guarda de exploração do ATP do Windows Defender
- Serviço de Tempo do Windows[16]

## Edições doWindows Server 2019
O Microsoft Windows Server 2019 existe nas seguintes versões:
- Microsoft Windows Server 2019 Datacenter - Para uso em datacenters com ambiente de grande virtualização e ambientes de nuvem.
- Microsoft Windows Server 2019 Standard - Para uso em ambientes físicos ou com pouca virtualização.
- Microsoft Windows Server 2019 Essentials - Para uso por empresas de pequeno porte com até 25 usuários e até 50 dispositivos.
- Microsoft Hyper-V Server 2019 - Download gratuito do Hyper-V para criar ambiente de virtualização.

## CALs para Windows Server
As CALs não estão incluídas nas licenças do Windows Server e devem ser adquiridas separadamente. CAL refere-se a Client Acess Licence. Esta licença concede acesso às licenças do Windows Server 2019 para utilizadores ou dispositivos. Para isso, existem três opções de CALs:
- User CAL – Esta licença é paga por cada utilizador que acessa os serviços por meio do servidor. Esta pode ser adquirida além da licença do servidor.
- Device CAL – É paga por cada dispositivo que acessa os serviços por meio do servidor.
- Remote Desktop Services (RDS) CALs – Também chamada de “CAL de servidor externo”.

Essas licenças são, em princípio, destinadas a administradores ou funcionários que devem ter acesso remoto aos servidores.

## Características principais do Windows Server
- Arquitetura Cliente/Servidor: Um ou mais servidores Windows Server são responsáveis por atender solicitações de rede dos computadores com Windows 7, Windows 8.1 ou Windows 10 instalado.

- Multitarefa ou Multiprocessamento: Permite ao sistema operacional executar mais de uma tarefa simultaneamente.

- Multithreading: Capacidade de uma tarefa em execução dar origem a uma nova tarefa, que também irá disputar tempo de processador, junto com outras tarefas já existentes em execução.

- Sistema de ficheiros distribuídos (DFS - Distributed File System): É um serviço de arquivos que compartilha recursos mais elaborados que a partilha normal, em que podemos definir direitos para cada usuário e grupos; e pastas compartilhadas que servidores encontram dentro dos servidores.

- Serviços de Terminal (Terminal Services): Permite acessar programas remotamente pelo servidor. Aceita ligações de um computador cliente, que depois de estabelecer conexão via TCP/IP, inicia uma sessão que ocorre totalmente dentro do servidor. É útil para implementar um trabalho remoto ou executar aplicações mais robustas e "pesadas" em computadores com poucos recursos.

- Reinicialização do Windows Server: Sendo um sistema operacional para servidor, o objetivo dele é estar sempre ligado; e cada vez que se encerra o sistema, isso é considerado um evento anormal. Então é feito um registro, onde indica, entre outras coisas, a data, a hora e o motivo do encerramento.

## Funções incluídas no núcleo do servidor
Relação dos serviços e funções que estão embutidos na instalação padrão do Windows Server:
- Serviços de Certificados do Active Directory (AD)
- Active Directory Domain Services (AD): Serviços de controle de domínio do AD
- Serviços de Federação do Active Directory Federation (ADFS)
- Active Directory Lightweight Directory Services (ADLDS)
- Active Directory Rights Management Services (ADRMS)
- Atestado de integridade do dispositivo (Device Health Attestation Service)
- Servidor DHCP (DHCP)
- Servidor Domain Name Server (DNS)
- Serviços de Arquivo e Armazenamento de Serviços (File And Storage Service)
- Serviço Guardião de Host (Host Guardian Service Role)
- Hyper-V (virtualização de máquinas virtuais)
- Serviços de impressão e documentos
- Acesso remoto
- Serviços de Área de Trabalho Remota
- Serviços de ativação de volume
- Servidor Web IIS
- Experiência do Windows Server Essentials (Server Essentials Role)
- Windows Server Update Services (WSUS)

## Serviços de função incluídos no núcleo do servidor
A opção de instalação Server Core inclui os seguintes serviços de função:
- Serviços de Certificados do Active Directory

1. Autoridade de certificação (DACS)
2. Serviço de Web de diretiva de registro de certificado
3. Serviço de Web de registro de certificado
4. Registro de Web de autoridade de certificação
5. Serviço de registro do dispositivo de rede
6. Respondente Online (DACS-Online-Cert)

- Gerenciamento de direitos do Active Directory

1. Servidor de Gerenciamento de Direitos do Active Directory (ADRMS)
2. Suporte de federação de identidade (ADRMS-Identity)

- Serviços de Arquivo e Armazenamento

1. Serviços de arquivos e iSCSI
2. Servidor de arquivos (File Server)
3. BranchCache para arquivos de rede (FS-BranchCache)
4. Eliminação de Duplicação de Dados
5. Namespaces DFS (FS-DFS)
6. Replicação do DFS (FS-DFS)
7. Gerenciador de Recursos de Servidor de Arquivos
8. Serviço de Agente VSS de Servidor de Arquivos (FS-VSS)
9. Servidor iSCSI Target Server (iSCSITarget)
10. O provedor de armazenamento de hardware de destino (VDS e VSS) iSCSI
11. Servidor para NFS (FS-NFS-Service)
12. Pastas de trabalho (FS-SyncShareService)
13. Serviços de armazenamento

- Serviços de impressão e documentos

1. Servidor de impressão
2. Serviço de impressão LDP (LPD-Service)

- Acesso remoto (DirectAccess VPN RAS)

1. Roteamento
2. Proxy de aplicativo Web

- Serviços de Área de Trabalho Remota

1. Agente de Conexão de área de trabalho remota (Agente RDS)
2. Licenciamento de área de trabalho remota (Licenciamento RDS)
3. Host de virtualização de área de trabalho remota (Virtualização RDS)

- Servidor Web (IIS)

1. Servidor Web (WebServer da Web)
2. Recursos HTTP comuns (Common-Web-Http)
3. Documento padrão (Standard-Web-Doc)
4. Pesquisa no diretório (Navegação Web Dir)
5. Erros Web de HTTP
6. Conteúdo Web estático
7. Redirecionamento Web de HTTP
8. Publicação Web-DAV
9. Integridade e diagnóstico da Web
10. Log HTTP da Web
11. Log Web personalizado
12. Ferramentas de Bibliotecas de Log da Web
13. Log ODBC da Web
14. Monitor de solicitações da Web
15. Rastreamento de Http Web
16. Desempenho da Web
17. Compactação de conteúdo estático (Stat Web)
18. Compactação de conteúdo dinâmico (DIN Web)
19. Segurança da Web
20. Filtragem de solicitações da Web
21. Autenticação básica na Web
22. Suporte do certificado SSL centralizado (CertProvider da Web)
23. Autenticação de mapeamento de certificado de cliente da Web
24. Autenticação Digest da Web
25. Autenticação de mapeamento Web de certificado de cliente do IIS
26. Restrições Web de domínio e de Segurança de IP
27. Autorização de Autenticação de URL da Web
28. Autenticação do Windows na Web
29. Desenvolvimento de aplicativos Web
30. Extensibilidade do Framework .NET 3.5 (Net-Web-Ext)
31. Extensibilidade do Framework .NET 4.6 (Net-Web-Ext45)
32. Inicialização de aplicativo da Web (AppInit-Web)
33. ASP Web
34. ASP.NET 3.5 Web (Asp dentro da rede Web)
35. ASP.NET 4.6 (Asp-Web-Net45)
36. CGI (Web-CGI)
37. Extensões ISAPI da Web
38. Filtros ISAPI da Web
39. Inclusões do servidor Web
40. Protocolo WebSocket (WebSockets)
41. Servidor Web de FTP
42. Serviço Web de FTP
43. Extensibilidade FTP (Ext-Web-Ftp)
44. Ferramentas de gerenciamento Web
45. Compatibilidade de Gerenciamento Web do IIS 6
46. Compatibilidade de Metabase do IIS 6
47. Ferramentas Web de script do IIS 6 (Lgcy Scripting)
48. Compatibilidade do IIS 6 (Web-WMI)
49. Ferramentas Web e Scripts de gerenciamento do IIS
50. Serviço de gerenciamento (Web-Mgmt-Service)

- Windows Server Update Services

1. Conectividade WID (UpdateServices-WidDB)
2. Controle de Serviços de atualizações do Windows (Windows Server Update Services - WSUS)
3. Conectividade do SQL Server (UpdateServices-DB)

## Recursos incluídos no núcleo do servidor
- Recursos do .NET Framework 3.5
- .NET Framework 3.5 (NET-Framework-Core removido)
- Ativação NET de HTTP
- Ativação NET de não-HTTP
- Recursos do .NET framework 4.6
- .NET Framework 4.6 (NET-Framework-45-Core)
- ASP.NET 4.6 (ASPNET Framework-45)
- Serviços WCF (NET-WCF-Services45)
- Ativação de HTTP (NET-WCF HTTP Activation45)
- Ativação de enfileiramento de mensagens (MSMQ) de mensagem
- Ativação de Pipe nomeado (NET-WCF Pipe Activation45)
- Ativação de TCP (NET-WCF TCP Activation45)
- Compartilhamento de porta TCP (NET-WCF TCP)
- Serviço de Transferência Inteligente em Segundo Plano (BITS)
- Compact Server: Servidor de CD de BITS
- Criptografia de Unidade de Disco (BitLocker)
- BranchCache
- Cliente NFS
- Contêineres
- Ponte de Data Center: Ponte de centro de dados
- Armazenamento Avançado (Enhanced-Storage)
- Cluster de failover
- Gerenciamento de Política de Grupo (GPMC)
- Qualidade de Serviço de E/S (DiskIo-QoS)
- Núcleo da Web Hospedável do IIS (WHC)
- Servidor de gerenciamento (IPAM) de endereço IP
- Serviço do iSNS Server
- Extensão do IIS do Management OData
- Media Foundation: Núcleo de mídia do servidor
- Serviços de enfileiramento de mensagens (MSMQ)
- Servidor de enfileiramento de mensagens (MSMQ-Server)
- Integração de serviços de diretório (MSMQ-Directory)
- Suporte de HTTP (MSMQ-HTTP)
- Disparadores de enfileiramento de mensagem MSMQ
- Serviço de roteamento de MSMQ
- Proxy DCOM: enfileiramento de mensagem DCOM MSMQ
- Multipath I/O de vários caminhos E/S
- MultiPoint Connector: Conector de multiponto
- Serviços do conector de multiponto
- Gerente de multiponto: painel de ferramentas de controle de multipontos
- Balanceamento de Carga de Rede (NLB)
- Protocolo PNRP
- Quality Windows Audio-Video Experience (qWave)
- Compactação Diferencial Remota (RDC)
- Ferramentas de Administração de Servidor Remoto (RSAT)
- Ferramentas de administração do recurso RSAT
- Utilitários de administração de criptografia de unidade de disco BitLocker
- Ferramentas de DataCenter Bridging LLDP
- Ferramentas RSAT de agrupamento de cluster de failover
- Módulo de Cluster de failover do Windows PowerShell
- Servidor de automação do Cluster de failover
- Interface de comando do Cluster de failover
- Cliente de gerenciamento (IPAM) de endereço IP
- Ferramentas de blindado VM (RSAT-livre-VM-Tools)
- Módulo de réplica de armazenamento para Windows PowerShell
- Ferramentas RSAT de administração de função
- Ferramentas RSAT de AD LDS e AD DS
- Módulo RSAT do Active Directory para o Windows PowerShell
- Ferramentas RSAT para adicionar AD DS
- Centro Administrativo do Active Directory (RSAT-AD-AdminCenter)
- Snap-Ins do AD DS e ferramentas de linha de comando
- Ferramentas RSAT de linha de comando e Snap-Ins do ADLDS
- Ferramentas RSAT de gerenciamento do Hyper-V
- Módulo do Hyper-V para o Windows PowerShell
- Ferramentas RSAT do Windows Server Update Services (WSUS)
- Cmdlets do PowerShell e API de Update Services
- Ferramentas RSAT do servidor DHCP
- Ferramentas RSAT do servidor DNS
- Ferramentas RSAT de gerenciamento de acesso remoto
- Módulo de acesso remoto para Windows PowerShell (RSAT-PowerShell)
- RPC sobre Proxy HTTP
- Coleta de Eventos de Instalação e Inicialização
- Serviços TCP/IP Simples
- Suporte para Compartilhamento de Arquivos SMB 1.0/CIFS
- Limite de Largura de Banda do SMB (FS-SMBBW)
- Serviço SNMP
- Provedor de WMI do SNMP
- Cliente Telnet
- Ferramentas de Blindagem de VM para Gerenciamento de Malha
- Recursos do Windows Defender
- Windows Defender
- Banco de Dados Interno do Windows
- Windows PowerShell 5.1
- Serviço de estado de configuração de desejado do Windows PowerShell (DSC-Service)
- Windows PowerShell Web Access
- Serviço de Ativação de Modelo de Processos do Windows (FOI)
- Ambiente .NET Framework 3.5
- APIs de configuração
- Backup do Windows Server
- Ferramentas de Migração do Windows Server
- Gerenciamento de Armazenamento com base nos padrões do Windows
- Extensão IIS WinRM
- Servidor WINS
- Suporte de WoW64